# Корреа, Фабрисио
Фабрисио Николас Корреа Гонсалес (исп. Fabrizio Nicolás Correa González; род. 18 января 2001, Монтевидео) — уругвайский футболист, вратарь клуба «Ривер Плейт Монтевидео».

## Клубная карьера
Корреа — воспитанник столичного клуба «Ривер Плейт». 1 февраля 2021 года в матче против «Дефенсор Спортинг» он дебютировал в уругвайской Примере. В 2023 году Фабрио на правах аренды перешёл в «Ла-Лус». В матче против «Сантьяго Уондерерс» он дебютировал за новый клуб. По окончании аренды Корреа вернулся в «Ривер Плейт».